# Мануель Ансоляга
Мануель Ансоляга (ісп. Manuel Ansoleaga) — баскський футболіст, зачинатель клубу «Атлетик» з Більбао. Був нападником команди, а потім став тренером.
Один з перших футболістів головної баскської команди — «Атлетік Більбао». Мануель Ансоляга народився в Більбаю. Він був із заможної родини, тож здобував освіту в престижних школах Більбао та Англії, звідти він привіз захоплення спортом, зокрема: грою в шкіряний м'яч. Мануель Ансоляга був учасником різних спортивних заходів в краю, пізніше його запросили команди «Атлетік», з яким він двічі здобував тогочасний головний трофей іспанського футболу — Кубок Короля (Кубок дель Рей).
Закінчивши кар'єру футболіста, Мануель перейшов працювати у свій клуб. Він зайнявся організаційною та тренерською роботами. Ним було зорганізовано кілька футбольних команд в краю. Пізніше його працю запримітили й запросили до Більбао, звідки його було спрямовано в клуб-філіал «Атлетік Мадрид», в якому він став першим професійним тренером, і зі своїми вихованцями він пробився до фінальної частини Кубка Іспанії в 1920 році.